# Gertrud von Brockdorff
Gertrud Baronin von Brockdorff (* 9. Juni 1893 in Magdeburg als Marie Alwine Gertrud Stendal; † 5. September 1961 in Dörnick, Kreis Plön) war eine deutsche Schriftstellerin.

## Leben
Als Tochter des Lehrers Julius Karl Hugo Stendal (* 22. November 1868 in Ringelsdorf) und der Alwine Emma Marie geb. Fischer (* 19. Dezember 1869 in Magdeburg) geboren, absolvierte Gertrud von Brockdorff ein Studium an den Universitäten in München, Berlin, Marburg und Kiel. 1915 heiratete sie den Philosophen Cay von Brockdorff. 1919 promovierte sie an der Universität Kiel mit einer literaturgeschichtlichen Arbeit zum Doktor der Philosophie. 1923/24 unternahm sie eine Studienreise in die Vereinigten Staaten. Danach lebte sie bis zu ihrem Tod als freie Schriftstellerin auf dem Landsitz Sophienlust bei Plön.
Gertrud von Brockdorff verfasste zahlreiche Romane, die häufig historische Themen behandeln und vorwiegend der Unterhaltungsliteratur zuzurechnen sind.

## Werke
- Knospen, Leipzig-Gohlis 1910 (unter dem Namen  Gertrud Stendal)
- Die letzte Zarin Alexandra Feodorowna, Berlin 1918
- Die Fremde, Dresden 1919
- Die Heimathymnen der preußischen Provinzen und ihrer Landschaften, Heidelberg 1919 (unter dem Namen Gertrud Stendal)
- Die Liebe der Hannah v. Linsingen, Dresden 1919
- Rahel Delbanco, Berlin 1919
- Der Ruf des Lebens, Dresden 1919
- Der Danebrog, Berlin 1920
- Der brennende Osten, Berlin 1921
- Die Faust im Westen, Berlin 1921
- Das Recht der Lebenden, Leipzig 1921
- Die Abenteuer des Grafen Mellenheim, Leipzig 1922
- Blutrausch, Leipzig 1922
- Schloß Berkehmen, Dresden 1922
- Grenzland!, Dresden 1923
- Der große Schlag, Berlin 1923
- Die Könige von Moorloo, Leipzig-Stö. 1923
- Antje, Reutlingen 1925
- Der Schatten der Jenny Orsini, Berlin-Schöneberg 1926
- Magnus Rasmussen, Berlin-Schöneberg 1927
- Das Mal der Sehnsucht, Berlin-Schöneberg 1928
- Der Weg durchs Dunkel, Berlin-Schöneberg 1930
- Ihr laßt den Armen schuldig werden ..., Berlin-Schöneberg 1931
- Kampf um Andrea, Berlin-Schöneberg 1932
- Das Tor zur Macht, Berlin-Schöneberg 1932
- Der Clown Pizarro, Berlin-Schöneberg 1933
- Das gelbe Gesicht, Berlin-Schöneberg 1933
- Der letzte Frühling, Berlin-Schöneberg 1933
- Katte, Berlin-Schöneberg 1934
- Lene, Berlin 1935
- Rätsel um Claudine, Berlin 1935
- Der Mann ohne Vaterland, Berlin 1936
- Der Zwölfte, Berlin 1936
- Die Dame mit der Maske, Berlin 1937
- Die rote Mütze, Berlin 1937 (verfilmt im Jahre 1938 unter dem Titel Heiratsschwindler)
- Norahs letztes Lied, Berlin 1938
- Der Paß des Stephan Ruschka, Berlin 1939 (unter dem Namen Gertrud Stendal)
- Saturn geht über den Sonnenort, Berlin 1939 (unter dem Namen Gertrud Stendal)
- Die Deutschen von Orchowo, Berlin 1940
- Farm Teufelsdorn, Berlin 1941
- Die irische Leier, Berlin 1941
- Ein Sonntag im September, Berlin 1941
- Zobel für Mamuschka, Berlin 1941
- Jedesmal drei Tage, Hamburg 1943
- Geheimnis um Jan, Stuttgart 1952
- Leben aus zweiter Hand, Schloß Bleckede a.d. Elbe 1952
- Brennende Liebe – brennendes Land, Südverlag, München (und Konstanz) 1953 (Klappentext: „Roman aus dem modernen Persien“)
- Eine Woche im April, München [u. a.] 1954
- Eline läuft der Nase nach, Berlin-Grunewald 1954
- Schloßhotel Hohenkamp, Düsseldorf 1956
- An einem Abend im März, Düsseldorf 1960
- Jasmin in fremden Gärten, München 1969

## Verfilmungen (Auswahl)
- 1937: Menschen ohne Vaterland
- 1938: Heiratsschwindler